# Thevenetimyia affinis
Thevenetimyia affinis är en tvåvingeart som beskrevs av Hall 1969. Thevenetimyia affinis ingår i släktet Thevenetimyia och familjen svävflugor. Inga underarter finns listade i Catalogue of Life.